# Пуап, Жан-Франсуа де ла
Жан Франсуа́ де ла Пуа́п (фр. Jean François de la Poype; 31 мая 1758, Лион, Королевство Франция — 27 января 1851) — французский военный, генерал Первой империи, участник наполеоновских войн, кавалер ордена Почётного легиона. Его имя высечено под Триумфальной аркой в Париже.

## Биография
Жан Франсуа де ла Пуап принадлежал к старинному дворянскому роду. Он начал карьеру военного при Старом режиме, поддержал революцию и в 1793 году стал дивизионным генералом. В 1794 году де ла Пуап был военным губернатором Тулона, и под его началом некоторое время находился Наполеон Бонапарт. С 1796 года он служил в Рейнской армии, с 1798 — в Италии. В 1800 году после удачных действий под Мантуей де ла Пуап привлёк к себе внимание Наполеона, который назначил его командиром Цизальпинской дивизии. Некоторое время де ла Пуап служил на Гаити, на пути во Францию попал в плен, но смог выйти на свободу. В 1808 году он стал кавалером ордена Почётного легиона, в 1812 году — бароном Империи, отличился в «битве народов» под Лейпцигом, но после неё был вынужден капитулировать. 
В 1814 году Пуап вернулся во Францию и признал Людовика XVIII королём. Во время «Ста дней» снова перешёл на сторону императора, управляя в качестве губернатора Лиллем, во время Реставрации Бурбонов был избран членом Палаты депутатов, а после Июльской революции несколько лет числился в армии.